# Wassulu
Wassulu (variants en francès Wassoulou, Wassalou, Ouassalou, Wasoulou i altres) és una regió històrica del sud-oest de Mali i nord-est de Guinea (Prefectures de Kankan, Kerouané, Beyla i Siguiri) i també la comarca a l'oest del riu Sankarani i al sud del Níger a Mali i Costa d'Ivori. La regió està centrada en la ciutat de Yanfolila, (al cercle de Yanfolila, regió de Sikasso, 150 km al sud de Bamako). La regió històrica de Wassoulou tenia una població estimada de 160.000 habitants. Altres ciutats són Madina Diassa i Bougouni. Rep el seu nom pel riu Wassoulou.
Wassulu fou també el nom donat a l'imperi malinké (mandenkà) de Samori Turé, creat a l'alt Níger i la capital del qual fou Bisandugu (des de 1878) sent el centre principal Kankan (des de 1881). El va crear en lluites entre 1865 i 1878 quan es va proclamar famaa (dirigent polític de territoris conquerit militarment) existir entre 1878 i 1898 quan els francesos van ser finalment triomfants i van establir la Colònia de la Costa d'Ivori.
La seva història es confon amb la del seu fundador i líder Samori Turé.